# Реймер (Теннессі)
Реймер (англ. Ramer) — місто (англ. city) в США, в окрузі МакНері штату Теннессі. Населення — 325 осіб (2020).

## Географія
Реймер розташований за координатами 35°4′18″ пн. ш. 88°36′55″ зх. д. / 35.07167° пн. ш. 88.61528° зх. д. (35.071674, -88.615243).  За даними Бюро перепису населення США в 2010 році місто мало площу 4,42 км², уся площа — суходіл.

## Демографія
Згідно з переписом 2010 року, у місті мешкало 319 осіб у 129 домогосподарствах у складі 85 родин. Густота населення становила 72 особи/км².  Було 150 помешкань (34/км²).
Расовий склад населення:
| - 90,9 % — білих - 7,5 % — чорних або афроамериканців - 0,6 % — азіатів |

До двох чи більше рас належало 0,9 %. Частка іспаномовних становила 0,9 % від усіх жителів.
За віковим діапазоном населення розподілялося таким чином: 24,8 % — особи молодші 18 років, 52,3 % — особи у віці 18—64 років, 22,9 % — особи у віці 65 років та старші. Медіана віку мешканця становила 39,4 року. На 100 осіб жіночої статі у місті припадало 104,5 чоловіків;  на 100 жінок у віці від 18 років та старших — 100,0 чоловіків також старших 18 років.
Середній дохід на одне домашнє господарство  становив 38 647 доларів США (медіана — 27 917), а середній дохід на одну сім'ю — 46 889 доларів (медіана — 37 813). За межею бідності перебувало 14,0 % осіб, у тому числі 16,9 % дітей у віці до 18 років та 15,5 % осіб у віці 65 років та старших.
Цивільне працевлаштоване населення становило 93 особи. Основні галузі зайнятості: виробництво — 36,6 %, освіта, охорона здоров'я та соціальна допомога — 32,3 %, мистецтво, розваги та відпочинок — 6,5 %, транспорт — 5,4 %.